# Konrad Kaźmierczyk
Konrad Kaźmierczyk (ur. 18 lutego 1986) – polski trener koszykarski.
Trener koszykówki czynny od 2015. Wicemistrz Polski ze Stalą Ostrów Wielkopolski. Zdobywca Pucharu Polski 2022 ze Stalą Ostrów Wielkopolski. Zdobywca brązowego medalu Mistrzostw Polski 2023 ze Stalą Ostrów Wielkopolski. Organizator GetBetter Preseason dla graczy PLK.

## Osiągnięcia trenerskie

### Drużynowe
- Wicemistrz:
  - Polski (2023)[5]
- Zdobywca Pucharu Polski (2022)[2]
- Zdobywca Brązowego medalu Mistrzostw Polski 2023[3]
- Finalista superpucharu Polski (2024)[6],